# Christian Gálvez (presentador)
Carlos Christian Gálvez Montero (Móstoles, Comunidad de Madrid, 19 de mayo de 1980) es un presentador de televisión, actor y escritor español.

## Biografía
Inició estudios de Magisterio y Filología Inglesa, pero nunca los finalizó. Si bien ya con anterioridad había encaminado sus pasos hacia el mundo del espectáculo, sus comienzos profesionales se situaron en la interpretación, debutando en la pequeña pantalla con 15 años en un papel episódico de la serie Médico de familia, al que seguirían igualmente roles sin continuidad en La casa de los líos (1996) o Al salir de clase (1998). Más tarde pasó a labores de presentador de televisión, conduciendo los espacios Verano noche, Humor a toda marcha y el infantil Desesperado Club Social entre 1999 y 2002. Fue además actor de doblaje del videojuego Little Big Planet. Comenzó a cobrar mayor notoriedad debido a su participación como reportero en el programa de humor Caiga quien caiga (2005-2007), emitido por Telecinco y presentado por Manel Fuentes.
Tras dejar CQC, fue escogido por Telecinco para presentar, desde el 16 de julio de 2007, el concurso Pasapalabra, formato hasta entonces emitido por Antena 3 en el que relevó a Jaime Cantizano. Durante los más de once años con Gálvez al frente, el programa se ha mantenido como uno de los de mayor audiencia en España y ha obtenido distintos premios televisivos, como el Ondas (2008) y varios TP de Oro. Gálvez ha compaginado su labor en Pasapalabra con la presentación de otros programas, siempre en Telecinco: el reality show Operación Tony Manero (2008); el concurso de descubrimiento de talentos Tú sí que vales (2008-2013); o los debates de los reality shows  Supervivientes (2009-2011), El Reencuentro (2011) y Acorralados (2011).

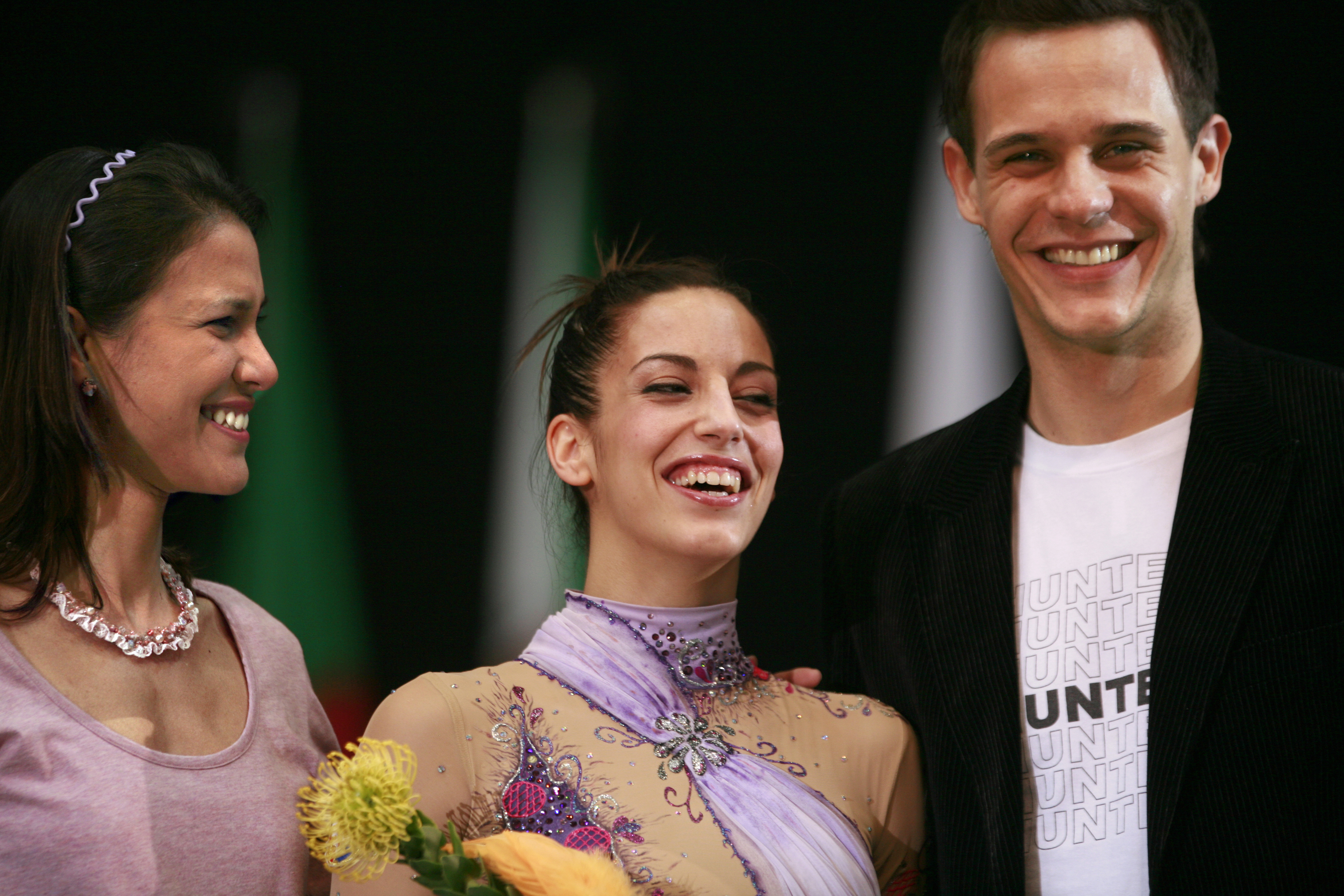
Christian junto a Almudena Cid en la Copa del Mundo de Portimão (2008).

En 2010 publicó con la editorial Espasa el libro Sin-vergüenzas por el mundo, en el que narra sus experiencias como reportero. En 2011 retomó su carrera como actor y rodó a las órdenes de Antonio del Real, junto a Jaydy Michel y Blanca Jara, la película Ni pies ni cabeza. Ese mismo año publicó su segundo libro con Espasa, Que la historia te acompañe, en el que narra hechos y anécdotas históricas. El 11 de abril de 2013 publicó Tienes talento: cómo sacar lo mejor de ti mismo de la mano de Leonardo da Vinci con la editorial Alienta, donde mezcla la vida y obra del genio florentino con el concepto de coach. Ese año también empezó a colaborar como especialista de cine de superhéroes en la revista ACCION Cine-Vídeo-Tele. El 2 de abril de 2014 publicó la novela histórica Matar a Leonardo da Vinci con la editorial Suma de Letras. El libro ha vendido más de 50.000 ejemplares, siendo publicado en España, Chile, Argentina, México, Portugal y Serbia. En mayo de 2014 entró a formar parte de la Academia de las Ciencias y las Artes de Televisión de España y desde ese mismo año lanzó la colección infantil El pequeño Leo da Vinci con la editorial Alfaguara, constando de 11 volúmenes hasta el momento. El 17 de marzo de 2016 publicó Rezar por Miguel Ángel, segundo volumen de las Crónicas del Renacimiento. Asimismo, suele ejercer de conferenciante para empresas basadas en la motivación y en la búsqueda de talento. En 2017, después de publicar Leonardo da Vinci: cara a cara, fue nombrado miembro del Leonardo DNA Project, como especialista en Leonardo da Vinci, por lo que acudirá a la exhumación, la recuperación de su ADN y la reconstrucción facial del pintor.
En 2013 fue pregonero del carnaval de Herencia.
En julio de 2015 presentó en Telecinco el programa ¡Vaya fauna!, un talent show en el que concursaban diferentes animales y sus dueños. Tras el estreno de ¡Vaya fauna! varias organizaciones animalistas criticaron el formato del espacio, al mostrar a animales de especies no domesticadas que habrían recibido supuestamente un adiestramiento basado en el maltrato físico. El presentador Frank Cuesta publicó un vídeo en YouTube de amplia difusión titulado «Mensaje para Christian Gálvez», en el que apoyaba la postura de estas asociaciones, considerando que el programa promovía el maltrato animal. En dicho vídeo, Cuesta solicitó a Gálvez que se manifestara públicamente en contra del formato de ¡Vaya fauna!. Tras el vídeo y el resto de críticas, tanto Mediaset como Christian se siguieron manifestando a favor del programa.
Gálvez ha presentado además la Gala Internacional de Gimnasia Rítmica Euskalgym en sus ediciones de 2016 y 2017, que tuvieron lugar en el pabellón Fernando Buesa Arena de Vitoria.
Desde febrero de 2021 presenta en Cadena 100 los sábados de 9:00 a 14:00 junto a Víctor Parrado el programa De sábado. De sábado con Christian Gálvez no solo se escucharía en antena, sino que se podría ver en acción gracias a la retransmisión del programa en directo a través de la web de CADENA100.es. Un espacio producido, junto con CADENA 100, por Fénix Media Audiovisual, productora participada por Mediaset España y liderada por Rafa Guardiola, Olga Flórez y el propio Gálvez, en el que los oyentes serían los verdaderos protagonistas con una participación muy activa. “Muchas veces daremos el testigo a la audiencia y seremos nosotros los meros espectadores. Cada sábado contaría como invitados con varios famosos diferentes.
El último sábado de junio de 2022 se despidió del programa de Cadena 100 para preparar y presentar el concurso Alta tensión. En 2021 será el encargado de presentar dicho programa en una nueva etapa en Telecinco. Se emitirá a partir del lunes 30 de agosto de 2021 en Telecinco de 20:00 a 21:05, de lunes a viernes no festivos nacionales.
Entre el 19 de diciembre de 2022 y el 15 de septiembre de 2023, presentó el concurso 25 palabras en Telecinco.
En noviembre de 2023 se anunció que sería el presentador del programa Celebrity School, programado para su emisión en Telecinco, y meses después, se hizo público que conduciría la segunda etapa del concurso ¡Boom! en Cuatro.

## Vida personal
Nacido en Móstoles, su madre es natural de La Línea de la Concepción (Cádiz). Gálvez, después de haberlo solicitado expresamente en su programa de televisión, fue protagonista de los eventos del 140 aniversario de la fundación de la ciudad gaditana, celebrados en 2010. Ese año fue designado pregonero de la Velada y Fiestas y recibió el carnet de socio honorífico de la Real Balompédica Linense.
En 2007 Christian conoció a Almudena Cid en Pasapalabra, programa que presentaba entonces y al que fue invitada. Después de salir durante tres años, se casaron el 7 de agosto de 2010 en una finca de Torrelodones (Comunidad de Madrid, España). El alcalde de Móstoles (Comunidad de Madrid), ciudad natal de Gálvez, fue el encargado de casarlos. En diciembre de 2021 la pareja anunció que ponía fin a su relación tras una década de matrimonio. Anteriormente, Christian había sido pareja sentimental de la modelo venezolana Veruska Ramírez (2005-2006).
Dos meses después de su ruptura con Almudena Cid, el 26 de febrero de 2022, se anunció una nueva relación con la presentadora Patricia Pardo, confirmándolo los dos a la vez dos días después. El 29 de julio de 2023 anunció a través de las redes que se había casado hacía justo un año con Patricia Pardo y que iban a ser padres por primera vez. El 22 de diciembre de 2023 nació su hijo Luca Gálvez Pardo.
A raíz de un viaje a Jerusalèn con su mujer Patricia, recuperó la fe que había perdido en la adolescencia, y publicó el libro Te he llamado por tu nombre (2024).

## Controversias
En diciembre de 2018, con motivo de la presencia de Gálvez al frente de la exposición de arte Leonardo da Vinci: los rostros del genio, el Comité Español de Historia del Arte (CEHA) le acusó de intrusismo profesional, no solo a causa de su participación en ella sin ser historiador cualificado, sino también por propagar «una idea sin calado científico» sobre Leonardo. Elisa Ruiz, catedrática de paleografía y responsable de la exposición en la BNE, y de cuyo asesoramiento se presumía en la exposición, negó su implicación en la iniciativa de Gálvez y corroboró la opinión del colectivo.
En respuesta a estas críticas, Gálvez argumentó que su oficio era el de divulgador y comunicador y que estos eran precisamente los roles que ocupaba en Los rostros del genio, y enarboló asimismo sus credenciales en gestión de exposiciones por la Universidad Europea Miguel de Cervantes. También afirmó que el objetivo del certamen era expresamente divulgativo y no científico, y que aun así estaba avalado por diversos catedráticos y asociaciones relacionadas con la figura del inventor. La periodista Carme Chaparro mostró su apoyo a Gálvez, notando que su presencia —y consecuente polémica, que cuadruplicó las visitas a la exposición— había sido vital para el éxito de Los rostros del genio, y concluyendo en que los miembros del comité «deberían darle las gracias y no quejarse» por su labor. La dirección de la Biblioteca Nacional de España, una de las dos sedes de la exposición, indicó que desde la inauguración se ha producido un incremento en el resto de exposiciones de la entidad, quizás debido a la controversia provocada.

## Trayectoria

### Programas de televisión

#### Como presentador
| Año         | Programa                                    | Canal              | Notas       |
| ----------- | ------------------------------------------- | ------------------ | ----------- |
| 1999 - 2002 | Desesperado Club Social                     | Antena 3           | Presentador |
| 2007 - 2019 | Pasapalabra                                 | Telecinco          | Presentador |
| 2008 - 2009 | Campanadas de fin de año                    | Telecinco          | Presentador |
| 2008 - 2013 | Tú sí que vales                             | Telecinco          | Presentador |
| 2009        | Operación Tony Manero                       | Telecinco          | Presentador |
| 2009        | Supervivientes 2009                         | Telecinco          | Presentador |
| 2011        | El Reencuentro: El debate                   | Telecinco          | Presentador |
| 2011        | Supervivientes 2011: El debate              | Telecinco          | Presentador |
| 2011        | Acorralados: El debate                      | Telecinco          | Presentador |
| 2014        | ¡Ya vienen los Reyes!                       | Telecinco          | Presentador |
| 2015        | ¡Vaya fauna!                                | Telecinco          | Presentador |
| 2018        | Pasapalabra en familia                      | Telecinco          | Presentador |
| 2019 - 2020 | El tirón                                    | Telecinco          | Presentador |
| 2020        | Qarenta                                     | Be Mad             | Presentador |
| 2020 - 2021 | Campanadas de fin de año                    | Telecinco y Cuatro | Presentador |
| 2021 - 2022 | Alta tensión                                | Telecinco y Cuatro | Presentador |
| 2022        | Esta noche gano yo                          | Telecinco          | Presentador |
| 2022 - 2023 | 25 palabras                                 | Telecinco          | Presentador |
| 2023        | Galas especiales de Nochebuena y Nochevieja | Telecinco          | Presentador |
| 2024        | ¡Boom!                                      | Cuatro             | Presentador |
| 2025        | Celebrity School                            | Telecinco          | Presentador |

Gala de Reyes Artistas: Alejandro Fernández, Club Deportivo Gimnasia Rítmica Illescas, Merche y Salvador Beltrán, Dreamland, Bobboly, Lucenzo, Fraag Malas, El Mago de Oz, Paula Rojo, Gaby del Castillo, La Pandilla de Drilo, Xriz, Edurne, José el Escarpín, Zistarlity, Michael Andreas, Auryn, Francisco Ferrer, Sweet California, Los Chicos del Coro, Diverplay, Hugo Salazar, Lucía Gil, La Húngara, Javier Botía, Antonio Cortés, Lara, La Guardia, Miriam Riesco y El Califa Retalero.

#### Como reportero
| Año         | Programa          | Canal     | Notas     |
| ----------- | ----------------- | --------- | --------- |
| 2005 - 2007 | Caiga quien caiga | Telecinco | Reportero |

#### Como invitado
| Año         | Programa               | Canal     | Notas       |
| ----------- | ---------------------- | --------- | ----------- |
| 2008        | La noria               | Telecinco | 1 programa  |
| 2009; 2010  | El hormiguero          | Cuatro    | 2 programas |
| 2010        | Alguna pregunta més?   | TV3       | 1 programa  |
| 2011 - 2015 | ¡Qué tiempo tan feliz! | Telecinco | 3 programas |
| 2015        | Hable con ellas        | Telecinco | 1 programa  |
| 2017        | Dani&Flo               | Cuatro    | 1 programa  |
| 2018        | Chester                | Cuatro    | 1 programa  |
| 2018; 2020  | Viva la vida           | Telecinco | 3 programas |
| 2018; 2020  | Mi casa es la tuya     | Telecinco | 2 programas |
| 2023        | Reacción en cadena     | Telecinco | 1 programa  |

### Programas de radio
| Año         | Programa                    | Canal      | Notas                          |
| ----------- | --------------------------- | ---------- | ------------------------------ |
| 2020        | Luces, cámara y Rock & Roll | Rock FM    | Presentador con Víctor Parrado |
| 2021 - 2022 | De sábado                   | Cadena 100 | Presentador con Víctor Parrado |

### Series de televisión
| Año         | Serie               | Canal     | Personaje              | Notas       |
| ----------- | ------------------- | --------- | ---------------------- | ----------- |
| 1996        | Médico de familia   | Telecinco | Juanma                 | 1 episodio  |
| 1996 - 1997 | La casa de los líos | Antena 3  | Jacques                | 3 episodios |
| 1998        | Al salir de clase   | Telecinco | Roberto Ávila          | 4 episodios |
| 2007; 2009  | Yo soy Bea          | Telecinco | Él mismo               | 2 episodios |
| 2011        | Hospital Central    | Telecinco | Padre de recién nacido | 1 episodio  |
| 2011        | Aída                | Telecinco | Él mismo               | 1 episodio  |

### Otros
| Año  | Doblajes                     | notas                                                |
| ---- | ---------------------------- | ---------------------------------------------------- |
| 2008 | Little Big Planet            | videoclip / actor y director / doblaje como Narrador |
| 2009 | A esto le llamas amor (Malú) | videoclip / actor                                    |
| 2010 | Jugando con la muerte        | cortometraje / productor ejecutivo                   |
| 2014 | Assassin's Creed: Unity      | videojuego / doblaje como Napoleón Bonaparte         |
| 2014 | Huelo el miedo               | videoclip / actor y director                         |
| 2016 | Cigüeñas                     | película / doblaje como Henry Gardner (Ty Burrell)   |

## Obra literaria
- Sin-vergüenzas por el mundo (2010). Con José Karim. Espasa. 224 págs. ISBN 978-84-670-3250-5.
- Que la Historia te acompañe. Los récords, anécdotas y hechos más importantes de la historia (2011). Espasa. 256 págs. ISBN 978-84-670-3797-5.
- Tienes talento (2013). Alienta Ed. 248 págs. ISBN 978-84-15678-15-1.
- Leonardo da Vinci -cara a cara- ¿Cuál era el verdadero rostro del maestro? (2018). Debolsillo. 680 págs. ISBN 978-84-663-4321-3.
- Leonardo da Vinci. 500 años (2018). Debolsillo. (Edición estuche con: Matar a Leonardo da Vinci | Leonardo da Vinci -cara a cara-). ISBN 978-84-663-4823-2.
- Gioconda descodificada. Retrato de la mujer del Renacimiento (2019). Debolsillo. 600 págs. ISBN 978-84-663-4800-3.
- Hannah (2020). SUMA. 464 págs. ISBN 978-84-9129-440-5.
- Te he llamado por tu nombre (2024). Suma. 560 págs. ISBN 978-84-9129-439-9.

### SerieCrónicas del Renacimiento
- Matar a Leonardo da Vinci (Crónicas del Renacimiento 1) (2015). SUMA. 456 págs. ISBN 978-84-663-3025-1.
- Rezar por Miguel Ángel (Crónicas del Renacimiento 2) (2017). SUMA. 624 págs. ISBN 978-84-663-3880-6.
- Salvar a Rafael (2023). SUMA. 500 págs. ISBN 978-84-9129-220-3.

### SerieEl pequeño Leo Da Vinci
Con Marina G. Torrús, ilustraciones de Paul Urkijo Aliño
- Las deportivas mágicas (El pequeño Leo Da Vinci 1) (2014). Alfaguara. 152 págs. ISBN 978-84-204-1772-1.
- ¡Han robado el cuadro de Lisa! (El pequeño Leo Da Vinci 2) (2014). Alfaguara. 152 págs. ISBN 978-84-204-1773-8.
- Los piratas fantasma (El pequeño Leo Da Vinci 3) (2015). Alfaguara. 152 págs. ISBN 978-84-204-1796-7.
- El misterio de las máscaras venecianas (El pequeño Leo Da Vinci 4) (2015). Alfaguara. 136 págs. ISBN 978-84-204-1797-4.
- Los juegos olímpicos (El pequeño Leo Da Vinci 5) (2015). Alfaguara. 144 págs. ISBN 978-84-204-1904-6.
- La momia desmemoriada (El pequeño Leo Da Vinci 6) (2015). Alfaguara. 128 págs. ISBN 978-84-204-1905-3.
- ¡Un Halloween de miedo! (El pequeño Leo Da Vinci 7) (2015). Alfaguara. 128 págs. ISBN 978-84-204-8808-0.
- El arca misteriosa (El pequeño Leo Da Vinci 8) (2016). Alfaguara. 152 págs. ISBN 978-84-204-8216-3.
- Hasta las Indias y más allá (El pequeño Leo Da Vinci 9) (2016). Alfaguara. 144 págs. ISBN 978-84-204-8347-4.
- Los 47 ronin (El pequeño Leo Da Vinci 10) (2016). Alfaguara. 160 págs. ISBN 978-84-204-8448-8.
- El gran libro de inventos del pequeño Leo Da Vinci (El pequeño Leo Da Vinci) (2016). Alfaguara. 96 págs. ISBN 978-84-204-8341-2.

## Premios
- Premio Protagonistas en la categoría de Televisión (2010)
- Premio Antena de Oro en la categoría de Televisión (2011)
- Premio Laurel Platinum al mejor periodista nacional (2014)
- Premio La Alcazaba al mejor presentador de televisión (2015)
- Premio Iris en la categoría de mejor presentador/a de programas (2017)
- Premio Especial en los IV Premios de Periodismo Científico Concha García Campoy (2018)

## Condecoraciones
| Distinción municipal                       | Año  |
| ------------------------------------------ | ---- |
| Hijo Adoptivo de La Línea de la Concepción | 2020 |